# جامع برتفنيال والدة السلطان
جامع برتفنيال والدة السلطان أيضًا باسم مسجد الوالدة في أكسراي (بالتركية: Pertevniyal Valide Sultan Camii، Aksaray Valide Sultan Camii)،، هو أحد المساجد الإمبراطورية العثمانية البارزة في إسطنبول، تركيا. يقع المسجد عند تقاطع شارع أوردو وجادة أتاتورك في حي أكسراي، بجوار ثانوية برتفنيال التي أمرت ببنائها السلطانة برتفنيال عام 1872. يؤدي المسجد دورًا حيويًا في الحياة الدينية المحلية، إذ يستقطب نحو 400 إلى 500 مصلٍ في الصلوات اليومية، وأكثر من 2,500 مصلٍ خلال صلاة الجمعة.
يُعد موقع المسجد ذا أهمية خاصة للسلطانة برتفنيال والعائلة الملكية، إذ كان حي أكسراي في الحقبة العثمانية مركزًا تجاريًا رئيسيًا. وكان يُعرف بجماله الطبيعي الآسر، بفضل كثافة الحدائق والبساتين التي كانت تزينه قبل أن يتحول إلى ممر حضري مزدحم.

## التاريخ
جامع برتفنيال والدة السلطان هو أحد آواخر المساجد التي بُنيت في اسطنبول خلال عمر الدولة العثمانية، وقد بُني للسلطانة برتفنيال زوجة السلطان محمود الثاني وأم السلطان عبد العزيز الأول.
صمم الجامع قبل المعماري الإيطالي مونتاني (Montani). بدأت أعمال البناء في نوفمبر عام 1869، وتم الانتهاء من العمل فيه عام 1871م.

## عمارة الجامع
مبنى الجامع مثال على طراز الروكوكو التركي مع مزيج من الأنماط التركية الكلاسيكية، القوطية، عصر النهضة، والإمبراطورية.
والمبنى فريد من نوعه في تفاصيل أعمال الحجارة.

## معرض صور

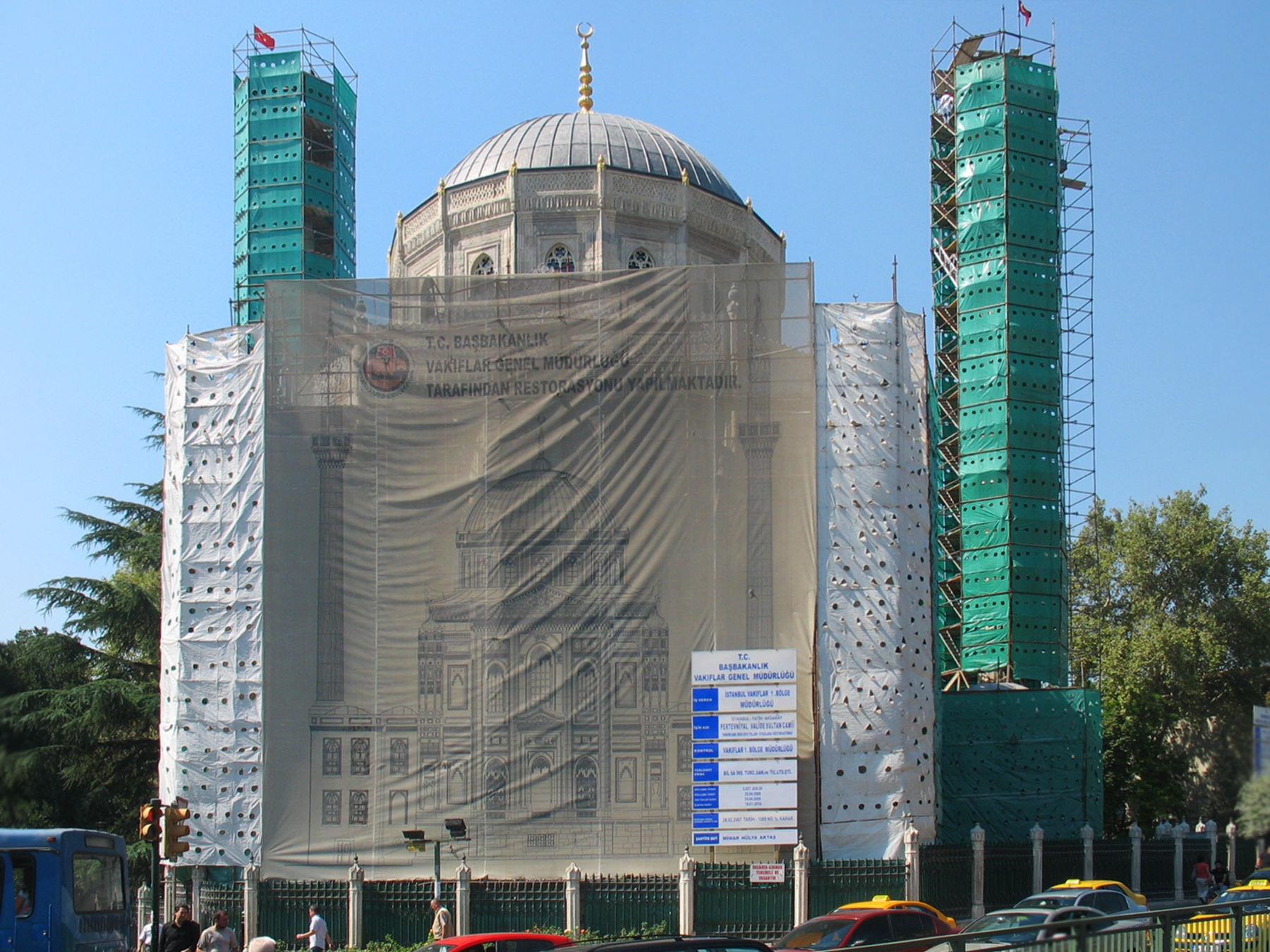
جامع السلطانة الأم برتفنيال في اسطنبول، تحت الترميم عام 2009م.
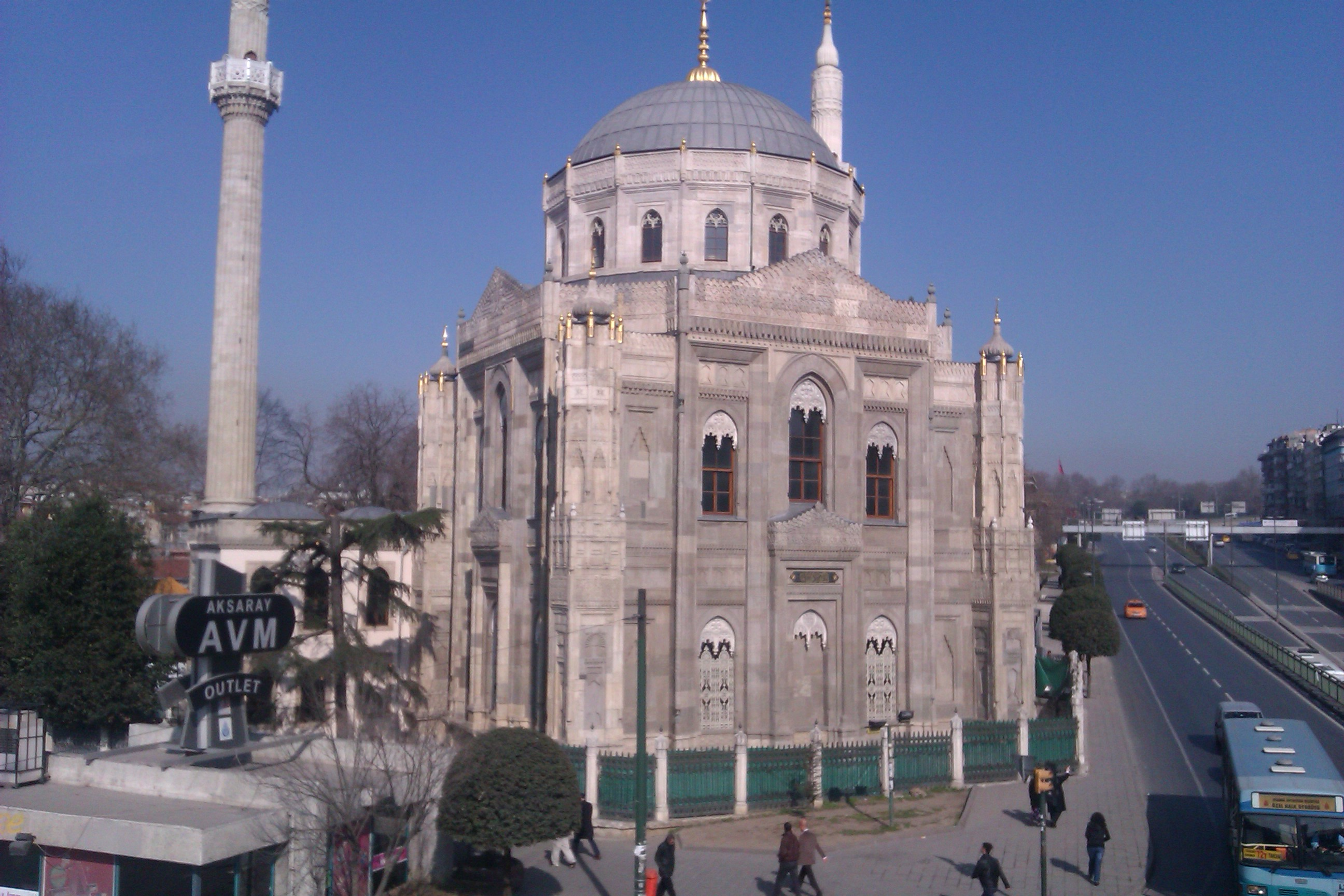
جامع السلطانة الأم برتفنيال بإسطنبول مثال على الروكوكو التركي.
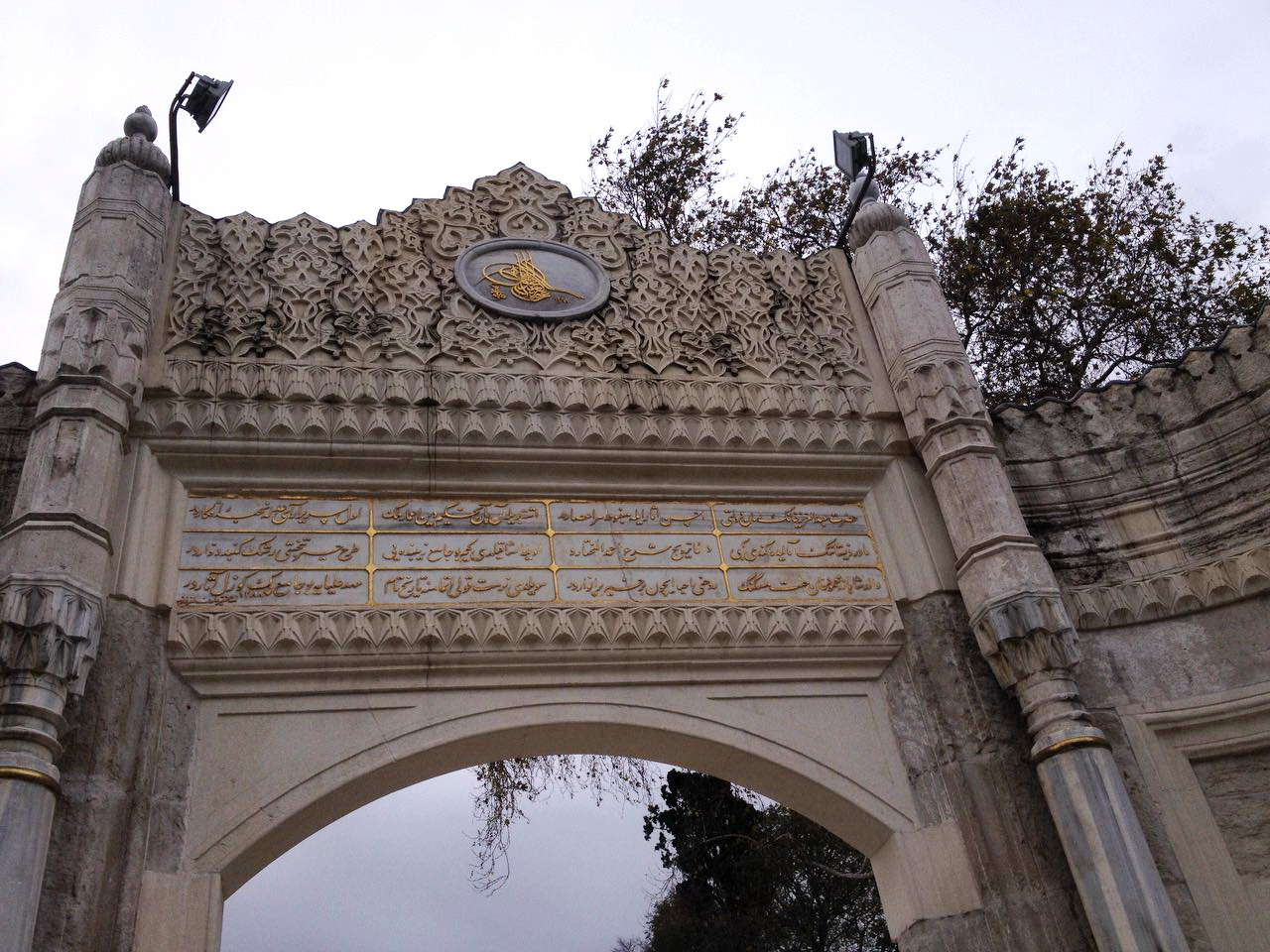
جامع السلطانة الأم برتفنيال ومدرسة برتفنيال الثانوية بجانبه.
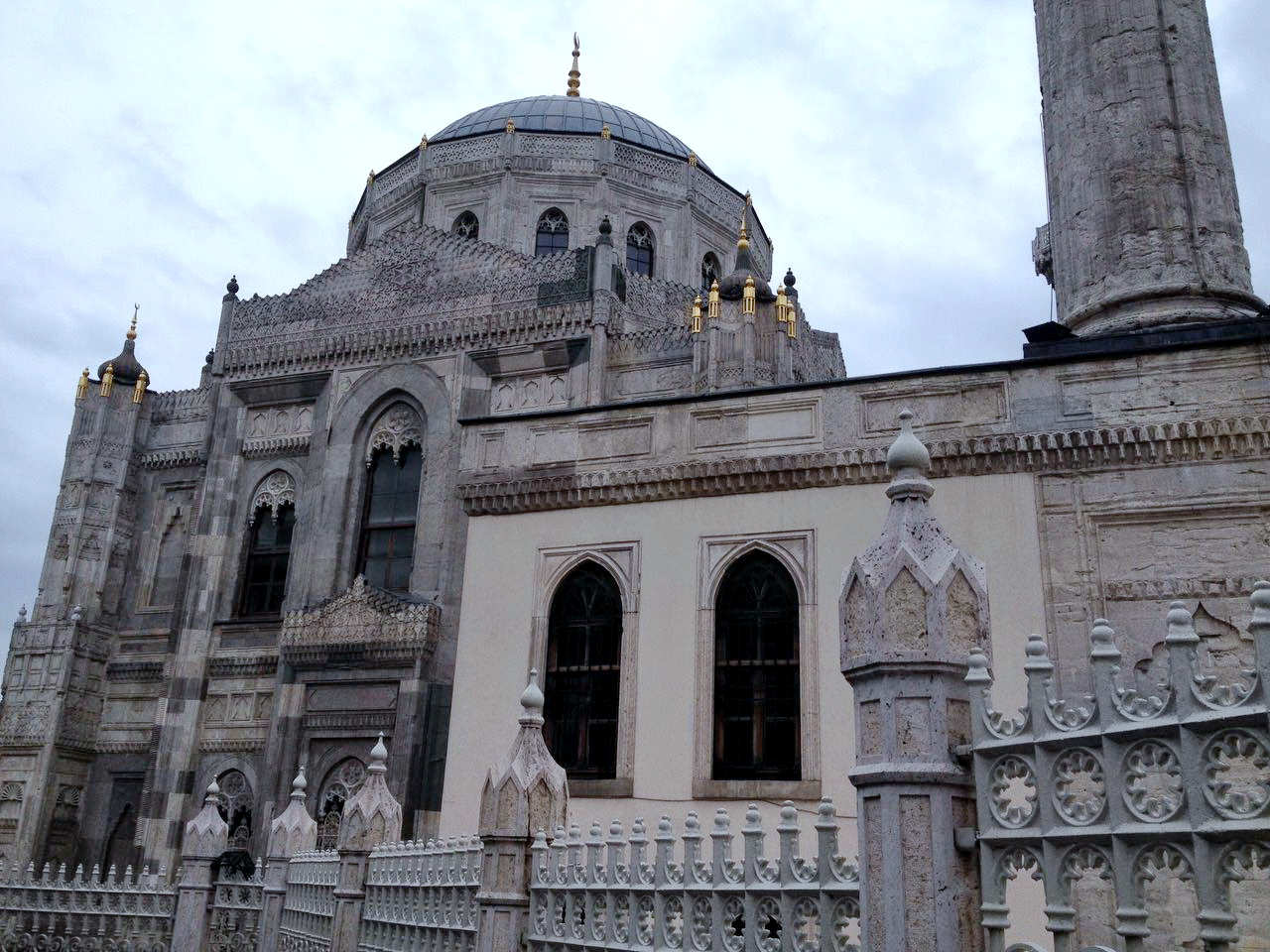
إحدى بوابات جامع السلطانة الأم برتفنيال باسطنبول.
- جامع السلطانة الأم برتفنيال في حي أكسراي بمنطقة الفاتح باسطنبول.

## معرض الصور

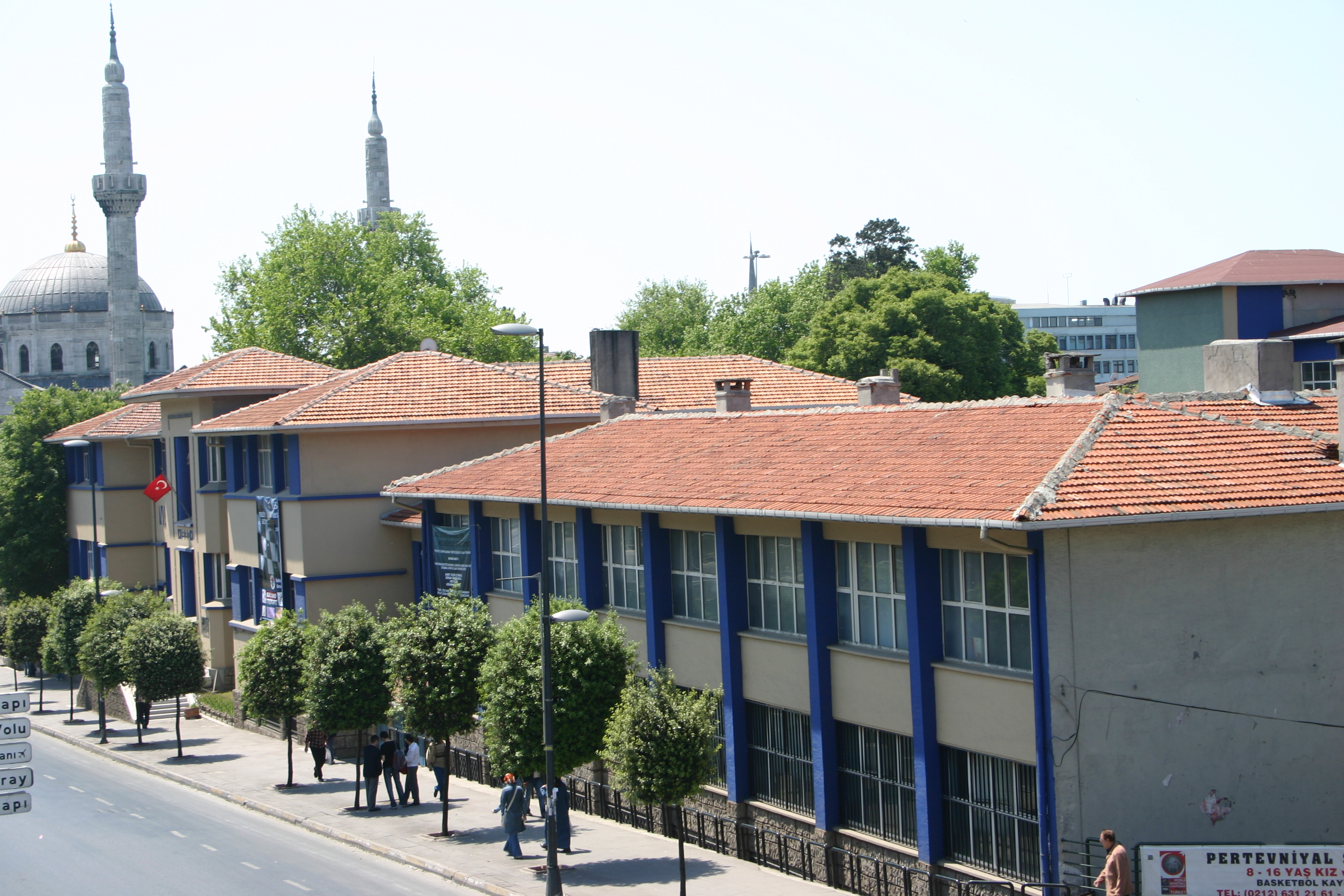
مدرسة برتفنيال الثانوية (بالتركية: Pertevniyal Lisesi) والتي بنيت أيضا بأمر من السلطانة الأم برتفنيال في عام 1872م.
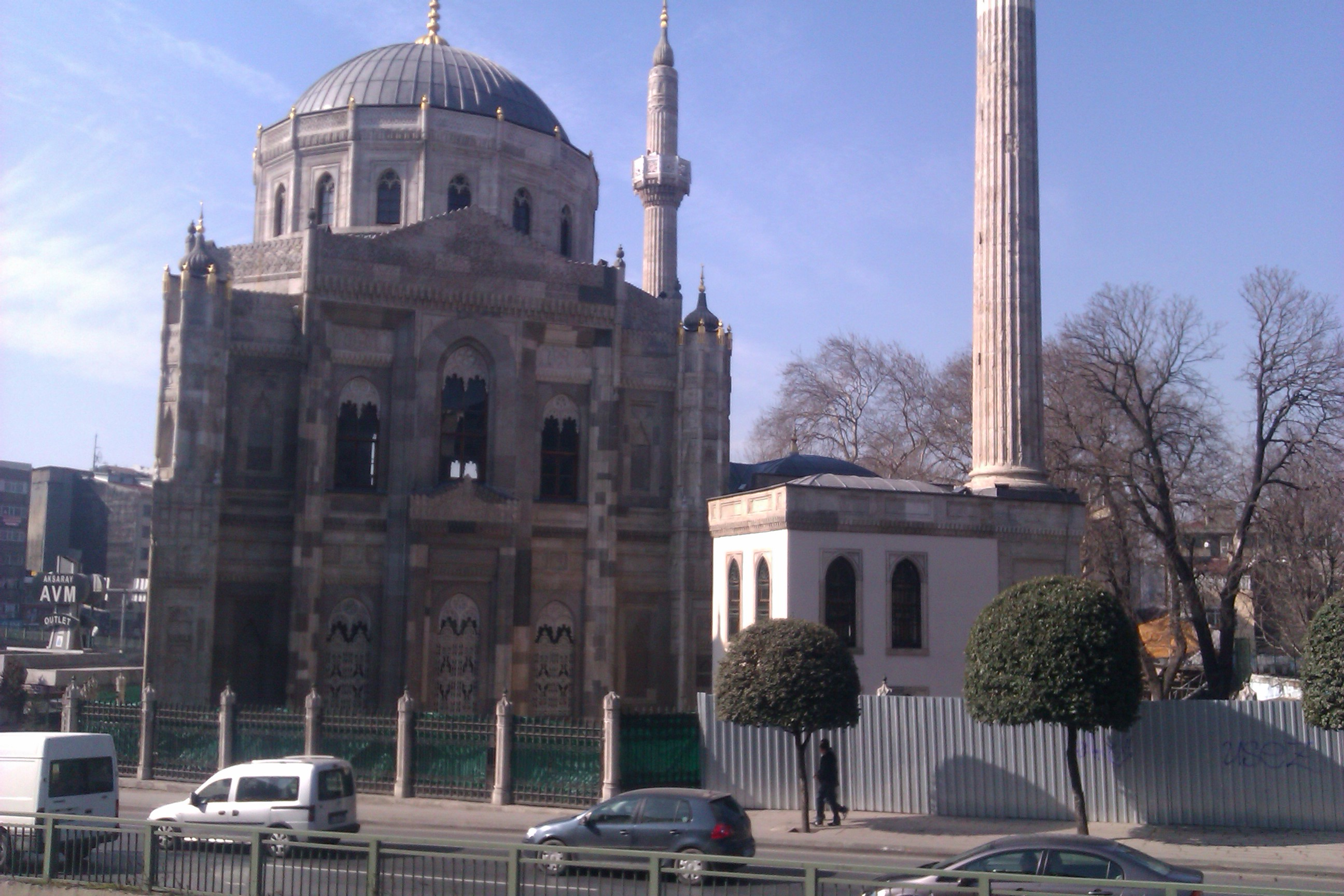
جامع السلطانة الأم برتونهال.
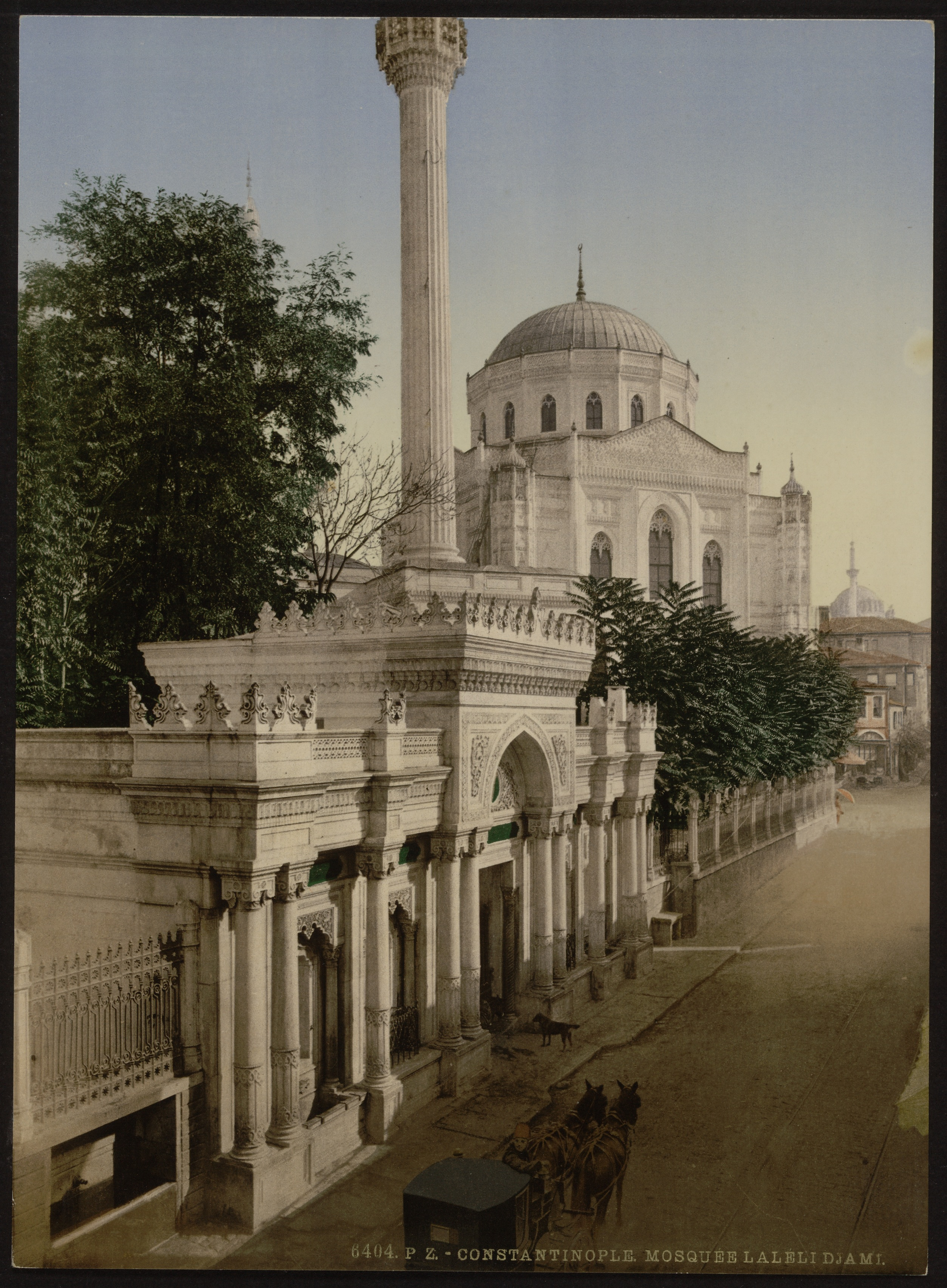
جامع السلطانة الأم برتفنيال حوالي عام 1890-1900م.
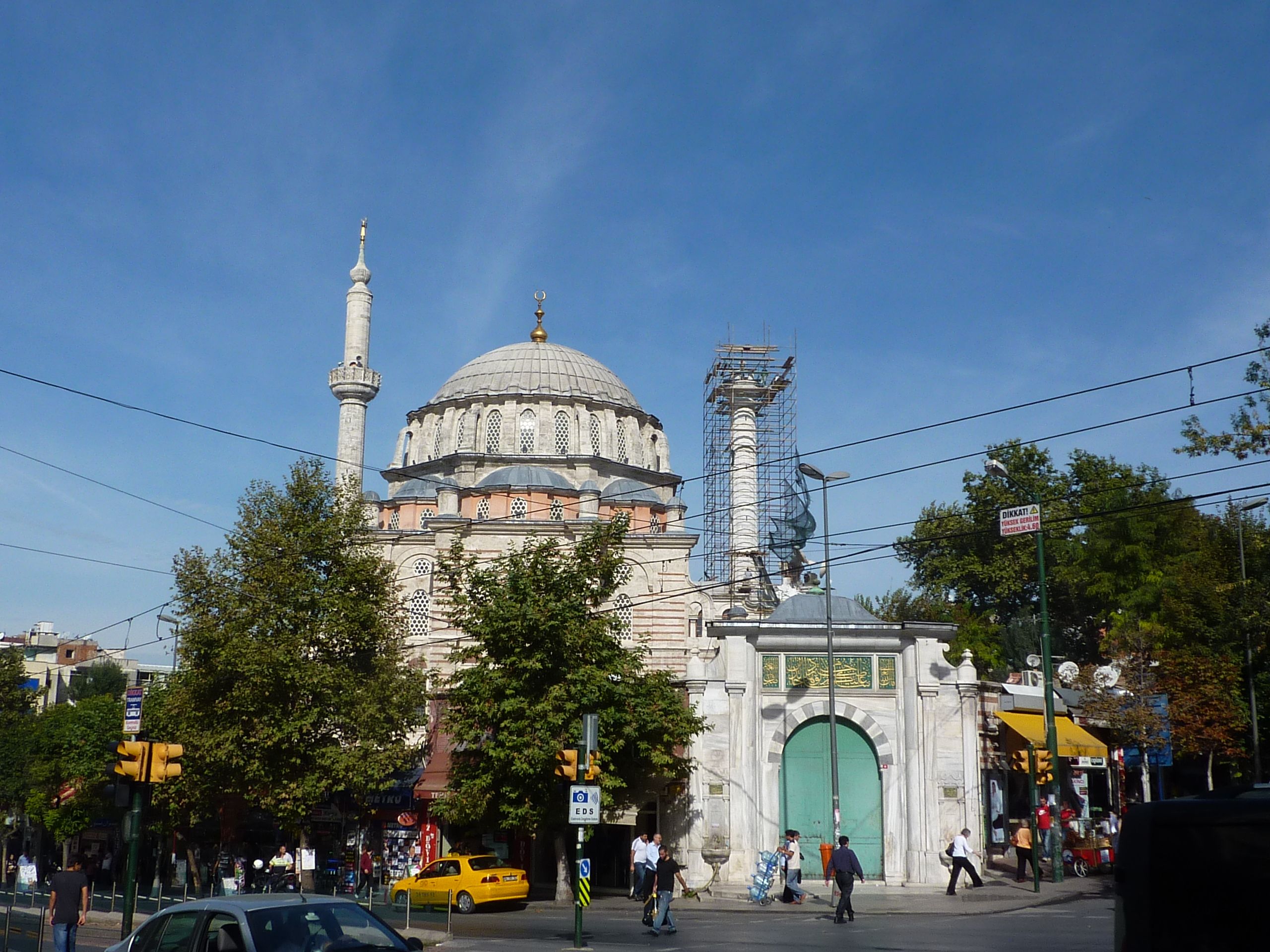
جامع السلطانة الأم برتفنيال في 2010م.
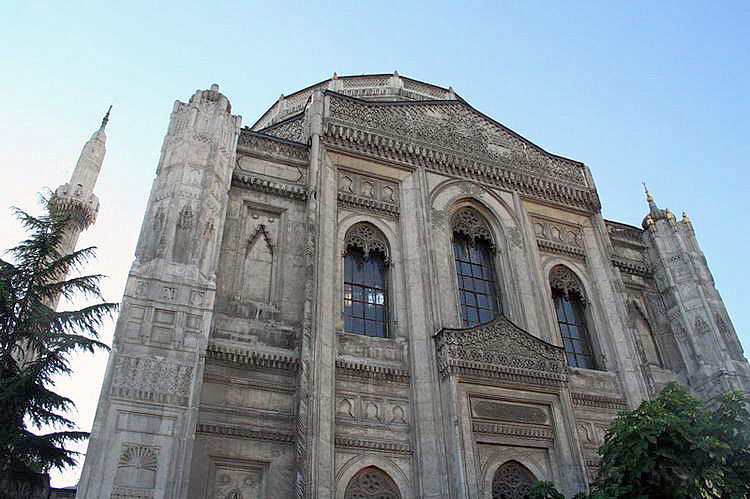
جامع السلطانة الأم برتونهال.
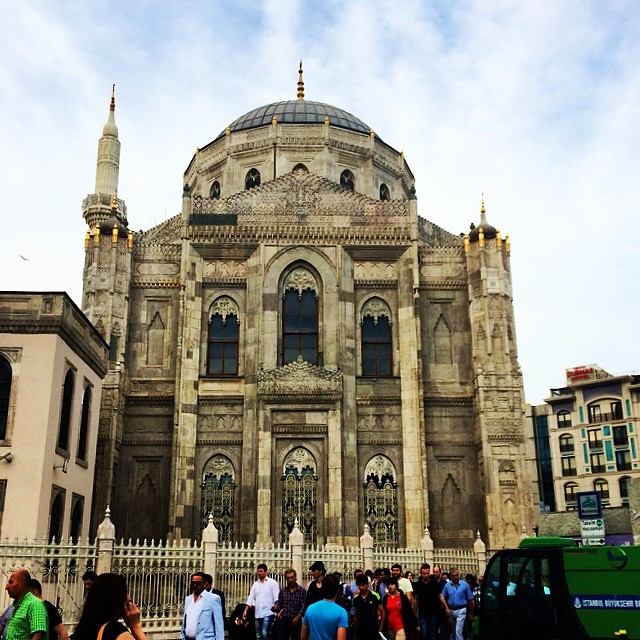
جامع السلطانة الأم برتونهال.
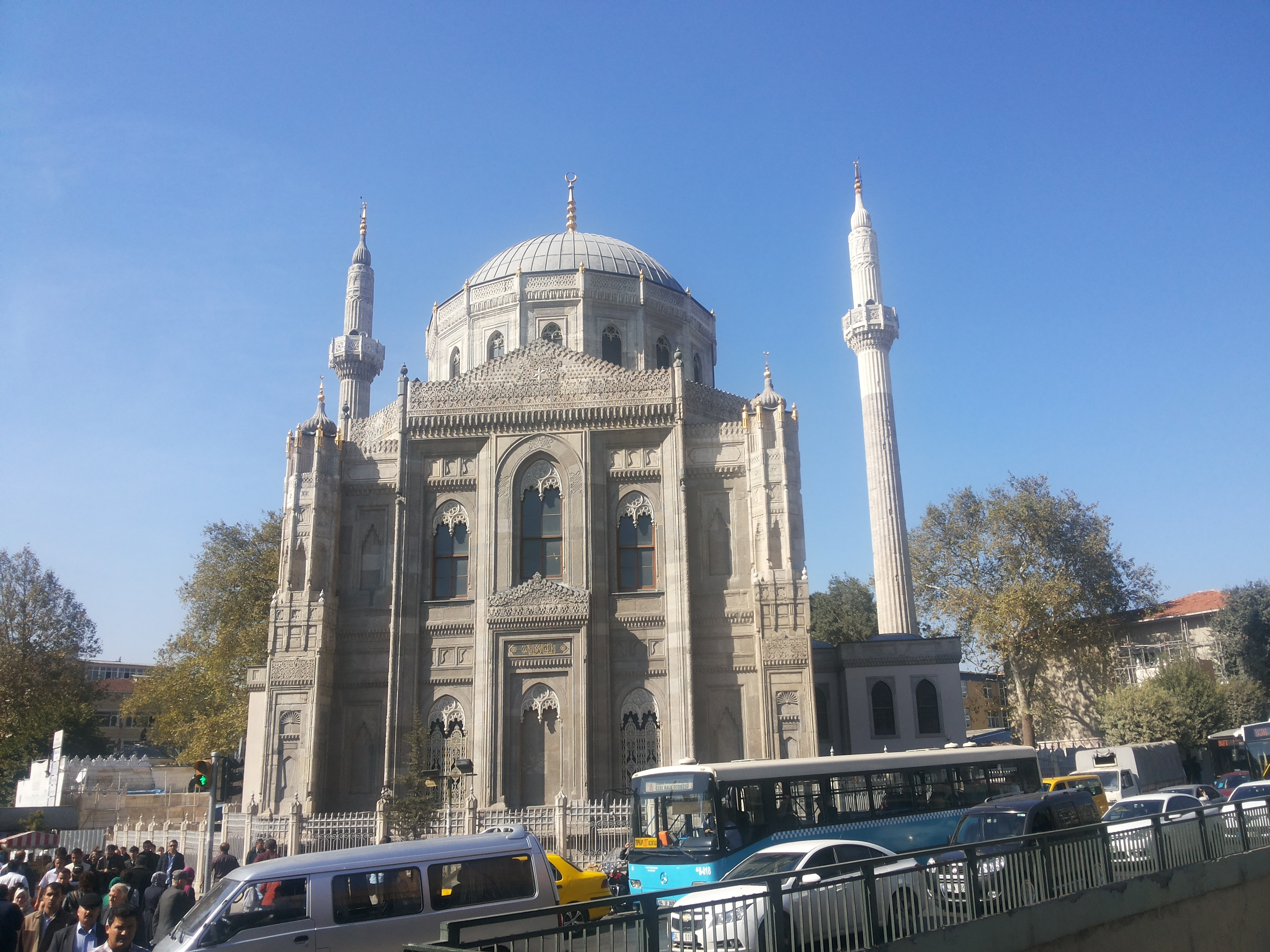
جامع السلطانة الأم برتونهال.